# Ctenus javanus
Ctenus javanus is een spinnensoort uit de familie van de kamspinnen (Ctenidae).
De wetenschappelijke naam van de soort werd in 1897 gepubliceerd door Reginald Innes Pocock.